# Saison 6 de The Good Wife
Chronologie
Saison 5 Saison 7
Cet article présente le guide des épisodes de la sixième saison de la série télévisée américaine The Good Wife.

## Distribution

### Acteurs principaux
- Julianna Margulies (VF : Hélène Chanson) : Alicia Florrick
- Christine Baranski (VF : Pauline Larrieu) : Diane Lockhart
- Archie Panjabi (VF : Karine Texier) : Kalinda Sharma
- Matt Czuchry (VF : Sébastien Desjours) : Cary Agos
- Makenzie Vega (VF : Leslie Lipkins) : Grace Florrick
- Alan Cumming (VF : Pierre Tessier) : Eli Gold
- Zach Grenier (VF : Denis Boileau) : David Lee
- Matthew Goode : Finn Polmar

### Acteurs récurrents et invités
- Graham Phillips (VF : Maxime Baudoin) : Zach Florrick
- Chris Noth (VF : Gabriel Le Doze) : Peter Florrick
- Michael J. Fox (VF : Luq Hamet) : Louis Canning
- Ben Rappaport : Carey Zepps (épisodes 1, 2, 5 et 11)
- Mike Colter (VF : Bruno Henry) : Lemond Bishop
- Dallas Roberts (VF : Jérôme Berthoud) : Owen, le frère d'Alicia
- Stockard Channing (VF : Julie Carli) : Veronica Loy, la mère d'Alicia
- Jill Flint (VF : Véronique Desmadryl) : Lana Delaney
- Rachel Hilson (VF : Adeline Chetail) : Nisa Dalmar
- Ana Gasteyer (VF : Sophie Gormezzano) : la juge Patrice Lessner
- Renée Elise Goldsberry (VF : Audrey Sablé) : Geneva Pine
- Sarah Steele (VF : Alexia Papineschi) : Marissa Gold, fille d'Eli
- Mike Pniewski (VF : Serge Blumenthal) : Frank Landau, directeur du comité démocrate (épisode 19)
- Taye Diggs : Dean Levine-Wilkins[1]
- Steven Pasquale : Jonathan Elfman[2]
- Carrie Preston (VF : Véronique Alycia) : Elsbeth Tascioni[3]
- Connie Nielsen : Ramona Lytton[4]
- Kyle MacLachlan : Josh Perotti[5] (épisodes 5 et 6)
- David Hyde Pierce : Frank Prady[6]
- Gloria Steinem : elle-même[7] (épisode 3)
- David Krumholtz : Josh Mariner[8]
- Dylan Baker (VF : Patrick Osmond) : Colin Sweeney[9] (épisode 13)
- Laura Benanti : Renata Ellard, fiancée de Colin Sweeney[9] (épisode 13)
- Chris Elliott : Adrian Fluke[10] (épisode 11)
- Gary Cole (VF : Patrick Poivey) : Kurt McVeigh[11] (épisodes 15 et 16)
- Mamie Gummer (VF : Dorothée Pousséo) : Nancy Crozier (épisode 15)
- Tina Benko (VF : Isabelle Langlois) : Judith Dahl (épisode 18)

## Épisodes

### Épisode 1:Derrière la ligne(1repartie)
- États-Unis /  Canada : 21 septembre 2014 sur CBS[12] / Global
- France : 29 novembre 2015 sur Téva
- Québec : 18 février 2016 sur Séries+
- Suisse : sur RTS Un
- Belgique : sur RTL-TVI

- États-Unis : 11,06 millions de téléspectateurs[13]
- Canada : 1,138 million de téléspectateurs[14] (première diffusion + différé 7 jours)

- Chris Noth (Peter Florrick)
- Michael J. Fox (Louis Canning)
- Mike Colter (Lemond Bishop)
- Ben Rappaport (Carey Zepps)
- Sarah Steele (Marissa Gold)
- JD Williams (Dexter Roja)
- Jess Weixler (Robyn Burdine)
- Michael Cerveris (James Castro)
- Kelli Giddish (Sophia Russo)
- Katie Paxton (Lauren Lytton)
- Fred Melamed (Judge Alan Karpman)
- Samantha Mathis (Bonita Yarrow)
- Nicole Roderick (Nora)
- Ash Christian (David Howell)
- Hampton Fluker (Khalil Dade)
- Lenny Venito (Sheriff Gibson)
- Gerry Bamman (Diane's Client)
- John Ventimiglia (Detective Gary Prima)
- Shelton Best (Jim Lenard)
- Pascale Armand (Booking Officer)
- Nathan Hinton (Cop #1)
- Bob Roseman (Cop #2)

### Épisode 2:Derrière la ligne(2epartie)
114 (6.02)
- États-Unis /  Canada : 28 septembre 2014 sur CBS / Global
- France : 29 novembre 2015 sur Téva
- Québec : 25 février 2016 sur Séries+

- États-Unis : 11,09 millions de téléspectateurs[15]
- Canada : 1,48 million de téléspectateurs[16] (première diffusion + différé 7 jours)

- Chris Noth (Peter Florrick)
- Ben Rappaport (Carey Zepps)
- Mike Colter (Lemond Bishop)
- Michael Cerveris (James Castro)
- Fred Melamed (Judge Alan Karpman)
- Jess Weixler (Robyn Burdine)
- Polly Draper (Lorraine Joy)
- Jack Carpenter (Patric Edelstein)
- Lenny Venito (Sheriff Gibson)
- Sheldon Best (Jim Lenard)
- Megan Ketch (Deena Lampard)
- Evan Jonigkeit (Gus Pawlicky)
- Danny Hoch (en) (Gunter)
- Taye Diggs (Dean Levine-Wilkins)
- Michael Gaston (Ernie Nolan)
- Samuel Smith (Trey Wagner)

### Épisode 3:Justice Divine
- États-Unis /  Canada : 5 octobre 2014 sur CBS / Global
- France : 6 décembre 2015 sur Téva
- Québec : 3 mars 2016 sur Séries+

- États-Unis : 10,83 millions de téléspectateurs[17]

- Taye Diggs (Dean Levine-Wilkins)
- Michael Cerveris (James Castro)
- Robert Sean Leonard (Del Paul)
- Linda Lavin (Joy Grubick)
- Richard Thomas (Ed Pratt)
- Christian Borle (Carter Schmidt)
- John Procaccino (Judge Tom Glatt)
- Robert Joy (Martha Toms)
- Tibor Feldman (Judge Ilya Petrov)
- John Ventimiglia (Detective Gary Prima)
- Andrew Polk (Derek Voss)
- Saycon Sengbloh (Stacie Wagner)
- Allie Woods (Al)
- Gloria Steinem (elle-même)
- Nicole Roderick (Nora)
- Brandon J. Dirden (Joss Acker)
- Frank Seddio (Himself)
- Samuel Smith (Trey Wagner)

### Épisode 4:La Pilule rouge
- États-Unis /  Canada : 12 octobre 2014 sur CBS / Global
- France : 6 décembre 2015 sur Téva
- Québec : 10 mars 2016 sur Séries+

- États-Unis : 10,39 millions de téléspectateurs[18]

- Chris Noth (Peter Florrick)
- Graham Phillips (Zach Florrick)
- Dallas Roberts (Owen Cavanaugh)
- Mike Colter (Lemond Bishop)
- Stockard Channing (Veronica Loy)
- Katie Paxton (Lauren Lytton)
- Rachel Hilson (Nisa Dalmar)
- Anne Marsen (Jennifer)
- Nicole Roderick (Nora)
- Tom Cotter (Himself)
- Joseph Weisberg (Himself)
- Carmen Lynch (Herself)
- Steven Pasquale (Jonathan Elfman)
- Connie Nielsen (Ramona Lytton)
- Donna Lynne Champlin (Myra Weymouth)
- Mike Carlsen (Patrol Officer)
- Emerald Angel Young (Sarah)
- Charlie Pollock (Det. Gifford)
- Jordan Harris (Greg Weymouth)
- Dean Martinez (Weeping Man)
- Brandon J. Dirden (Joss Acker)
- Frank Seddio (Himself)
- Samuel Smith (Trey Wagner)

### Épisode 5:Gare au virus
- États-Unis /  Canada : 19 octobre 2014 sur CBS / Global
- France : 13 décembre 2015 sur Téva
- Québec : 17 mars 2016 sur Séries+

- États-Unis : 10,88 millions de téléspectateurs[19]
- Canada : 1,386 million de téléspectateurs[20] (première diffusion + différé 7 jours)

- Chris Noth (Peter Florrick)
- Ben Rappaport (Carey Zepps)
- Carrie Preston (Elsbeth Tascioni)
- Jill Flint (Lana Delaney)
- Kyle MacLachlan (Josh Perotti)
- Steven Pasquale (Jonathan Elfman)
- Taye Diggs (Dean Levine-Wilkins)
- Jill Hennessy (Rayna Hecht)
- Jan Maxwell (Camilla Vargas)
- Brooks Ashmanskas (Judge Greg Brochard)
- Michael Cumpsty (Eric Napier)
- Gerry Vichi (Alex Kellner)
- Mara Davi (Dana Lee Boykin)
- Marcus Ho (Wen Ho-Shin)
- Johnny Wu (Nelson Fong)
- Roe Hartrampf (Steven Fante)
- Peter Van Wagner (simple) (Carl Orff)
- Misha Kuznetsov (Boris Ivankov)
- Thomas Mayes (Clown)

### Épisode 6:Le Parfum de la dame en rouge
- États-Unis /  Canada : 26 octobre 2014 sur CBS / Global
- France : 13 décembre 2015 sur Téva
- Québec : 24 mars 2016 sur Séries+

- États-Unis : 10,21 millions de téléspectateurs[21]

- Michael J. Fox (Louis Canning)
- Carrie Preston (Elsbeth Tascioni)
- Kyle MacLachlan (Josh Perotti)
- Steven Pasquale (Jonathan Elfman)
- Sarah Steele (Marissa Gold)
- Frankie Faison (Pastor Jeremiah Easton)
- Ana Gasteyer (Judge Patrice Lessner)
- Jerry Adler (Howard Lyman)
- Linda Lavin (F. Joy Grubick)
- Jan Maxwell (Camilla Vargas)
- Johnny Wu (Nelson Fong)
- Nathan Stark (Process Server)
- John Procaccino (Judge Tom Glatt)
- Rory O'Malley (Ren Calder)
- Aaron Serotsky (Stanley Pronovost)
- Andy Grotelueschen (Nils Landrusyshym)
- Sepideh Moafi (Sylmar Knausgaard)
- Steffanie Leigh (Anya Roberts)

### Épisode 7:Naufrage en direct
- États-Unis /  Canada : 2 novembre 2014 sur CBS / Global
- France : 20 décembre 2015 sur Téva
- Québec : 31 mars 2016 sur Séries+

- États-Unis : 10,45 millions de téléspectateurs[22]

- Chris Noth (Peter Florrick)
- Connie Nielsen (Ramona Lytton)
- Steven Pasquale (Jonathan Elfman)
- David Hyde Pierce (Frank Prady)
- Michael Cerveris (James Castro)
- John Procaccino (Judge Tom Glatt)
- Samuel Smith (Trey Wagner)
- Renée Elise Goldsberry (Geneva Pine)
- Ken Land (Warren Plep)
- Tug Coker (Reggie Sprayberry)
- Tanya Wright (Liana Depaul)
- R. Ward Duffy (Anton Lytton)
- Nicole Roderick (Nora)

### Épisode 8:Marie-Antoinette
- États-Unis /  Canada : 9 novembre 2014 sur CBS / Global
- France : 20 décembre 2015 sur Téva
- Québec : 7 avril 2016 sur Séries+

- États-Unis : 10,72 millions de téléspectateurs[23]
- Canada : 1,367 million de téléspectateurs[24] (première diffusion + différé 7 jours)

- Dallas Roberts (Owen Cavanaugh)
- Mike Colter (Lemond Bishop)
- Michael J. Fox (Louis Canning)
- Jill Flint (Lana Delaney)
- Steven Pasquale (Jonathan Elfman)
- Rita Wilson (Viola Walsh)
- Jerry Adler (Howard Lyman)
- David Fonteno (Judge Robert Parks)
- Madeleine Martin (Jody Milam)
- Peter McRobbie (Professor George Paley)
- Alexander Flores (Troy Anthony)
- Katie Rose Clarke (Reena Booth)
- Clarke Thorell (Hank Shetty)
- Ceci Fernandez (Sally)
- Kingsley Leggs (Reggie)
- Fajer Kaisi (Larry)
- Beth Dixon (Rita)

### Épisode 9:La Peur au ventre
- États-Unis /  Canada : 16 novembre 2014 sur CBS / Global
- France : 27 décembre 2015 sur Téva
- Québec : 14 avril 2016 sur Séries+

- États-Unis : 10,55 millions de téléspectateurs[25]
- Canada : 1,439 million de téléspectateurs[26] (première diffusion + différé 7 jours)

- Chris Noth (Peter Florrick)
- Mike Colter (Lemond Bishop)
- Jill Flint (Lana Delaney)
- Steven Pasquale (Jonathan Elfman)
- David Hyde Pierce (Frank Prady)
- Connie Nielsen (Ramona Lytton)
- Sarah Steele (Marissa Gold)
- Matthew Porretta (Ian Gatins)
- Eric Ruffin (Dylan Bishop)
- Victor Williams (Carter Greyson)
- Patricia Kilgarriff (Meredith Prady)
- David Krumholtz (Josh Mariner)
- Michael Rispoli (Agent Stu Harper)
- Karl Miller (Editor Dafoe)
- Jason Babinsky (Howell)
- Jeff Gurner (Brad)
- Lizbeth MacKay (Sandra)

### Épisode 10:Des heures sombres
- États-Unis /  Canada : 23 novembre 2014 sur CBS / Global
- France : 27 décembre 2015 sur Téva
- Québec : 21 avril 2016 sur Séries+

- États-Unis : 10,26 millions de téléspectateurs[27]

- Mary Beth Peil (Jackie Florrick)
- Mike Colter (Lemond Bishop)
- David Hyde Pierce (Frank Prady)
- Sarah Steele (Marissa Gold)
- Renee Elise Goldsberry (Geneva Pine)
- Steven Pasquale (Jonathan Elfman)
- Michael Cerveris (James Castro)
- Nicole Roderick (Nora)
- David Paymer (Juge Richard Cuesta)
- John Ventimiglia (Inspecteur Gary Prima)
- Eric Ruffin (Dylan Bishop)
- Mark Green (Dante Wallach)
- Chris Jackson (Michael Wood)
- Zak Orth (Steve Fratti)
- Rosa Evangelina Arredondo (Corrine Slavick)
- Mark Nelson (le proviseur Adam Englehardt)
- John Plumpis (Chris Kaleem)
- Don Puglisi (guitariste)
- Jana Robbins (serveuse)
- Jose Ramon Rosario (Harris le shérif)
- Kristen Adele (petite amie de Bishop)

### Épisode 11:Tentatives désespérées
- États-Unis /  Canada : 4 janvier 2015 sur CBS[28] / Global
- France : 3 janvier 2016 sur Téva
- Québec : 28 avril 2016 sur Séries+

- États-Unis : 10,36 millions de téléspectateurs[29]
- Canada : 1,254 million de téléspectateurs[30] (première diffusion + différé 7 jours)

- Mike Colter (Lemond Bishop)
- Ben Rappaport (Carey Zepps)
- Sarah Steele (Marissa Gold)
- Renée Elise Goldsberry (Geneva Pine)
- Steven Pasquale (Jonathan Elfman)
- David Paymer (Judge Richard Cuesta)
- Chris Elliott (Adrian Fluke)
- Domenick Lombardozzi (Bill Kroft)
- John Ventimiglia (Detective Gary Prima)
- Jason Babinsky (Howell)
- Felix Solis (Detective Kevin Rodriguez)
- Jonathan Crombie (Inspector Bill Frazier)
- Robert Mammana (Bob Robertson)

### Épisode 12:Le Débat
- États-Unis /  Canada : 11 janvier 2015 sur CBS / Global
- France : 3 janvier 2016 sur Téva
- Québec : 5 mai 2016 sur Séries+

- États-Unis : 9,58 millions de téléspectateurs[31]

- Chris Noth (Peter Florrick)
- David Hyde Pierce (Frank Prady)
- Steven Pasquale (Jonathan Elfman)
- Connie Nielsen (Ramona Lytton)
- Gbenga Akinnagbe (Pastor Isaiah Easton)
- Frankie Faison (Pastor Jeremiah Easton)
- Sarah Steele (Marissa Gold)
- John Benjamin Hickey (Neil Gross)
- Megan Ketch (Deena Lampard)
- David Krumholtz (Josh Mariner)
- Remy Auberjonois (Martin Parillo)
- Nicole Roderick (Nora)
- Angela Reed (Dakota Leesh)
- Chris Matthews (lui-même)
- Rachael Harris (Franny Zissis)
- Jessica Frances Dukes (Deidre Willis)
- Patrick Boll (Evan Young)
- Michael Berresse (Patrick Mancini)
- Sean Nelson (Busboy Tim)
- Will Cobbs (Busboy Errol)
- Arturo Castro (Dishwasher Juan)
- Romell Witherspoon (Angry Youth)
- Elizabeth Rich (Lady Cop)
- Flint Beverage (Male Cop)
- Hubert Point-Du Jour (Protestor Jake)
- Stephen O'Reilly (George Hedden)
- Robert Manning Jr. (Cole Willis)

### Épisode 13:Financements occultes
- États-Unis /  Canada : 1er mars 2015 sur CBS / Global
- France : 10 janvier 2016 sur Téva
- Québec : 12 mai 2016 sur Séries+

- États-Unis : 9,09 millions de téléspectateurs[32] (première diffusion)

- David Hyde Pierce (Frank Prady)
- Steven Pasquale (Jonathan Elfman)
- Mike Colter (Lemond Bishop)
- Dylan Baker (Colin Sweeney / Jerome Morris)
- Sarah Steele (Marissa Gold)
- David Fonteno (Judge Robert Parks)
- David Krumholtz (Josh Mariner)
- Laura Benanti (Renata Ellard-Sweeney)
- Julie White (Selma Krause)
- Eric Ruffin (Dylan Bishop)
- Ed Asner (Guy Redmayne)
- Bill English (Greg Tierney)
- Andrew Dolan (Det. Rick Crowell)
- Anthony Amorim (Mike Zeiler)
- Annalaina Marks (Debbie Conlon)
- Tara Westwood (Woman)

### Épisode 14:Dans la tête d'Alicia...
- États-Unis /  Canada : 8 mars 2015 sur CBS / Global
- France : 10 janvier 2016 sur Téva
- Québec : 19 mai 2016 sur Séries+

- États-Unis : 9,09 millions de téléspectateurs[33] (première diffusion)
- Canada : 1,128 million de téléspectateurs[34] (première diffusion + différé 7 jours)

- Chris Noth (Peter Florrick)
- Graham Phillips (Zach Florrick)
- Mike Colter (Lemond Bishop)
- Michael J. Fox (Louis Canning)
- David Hyde Pierce (Frank Prady)
- Steven Pasquale (Jonathan Elfman)
- Sarah Steele (Marissa Gold)
- Gbenga Akinnagbe (Pastor Isaiah Easton)
- Jerry Adler (Howard Lyman)
- Susan Misner (Simone Canning)
- Michael Siberry (Richard Dawkins)
- Lee Aaron Rosen (Narrator)
- J.C. Mackenzie (Unseen Interviewer)

### Épisode 15:L’Alliance cordiale
- États-Unis /  Canada : 15 mars 2015 sur CBS / Global
- France : 17 janvier 2016 sur Téva
- Québec : 26 mai 2016 sur Séries+

- États-Unis : 8,85 millions de téléspectateurs[35] (première diffusion)
- Canada : 1,166 million de téléspectateurs[36] (première diffusion + différé 7 jours)

- Gary Cole (Kurt McVeigh)
- Michael J. Fox (Louis Canning)
- David Hyde Pierce (Frank Prady)
- Steven Pasquale (Jonathan Elfman)
- Sarah Steele (Marissa Gold)
- Denis O'Hare (Judge Charles Abernathy)
- Mamie Gummer (Nancy Crozier)
- David Krumholtz (Josh Mariner)
- John Wernke (Eddie Summerfeldt)
- Billy Magnussen (Chris Fife)
- Remy Auberjonois (Martin Parillo)
- Amy Rutberg (Rebecca Smercornish)
- Adam Donshik (Carsten Pope)
- Michelle Veintimilla (Nurse)
- Nathan Stark (Process Server)

### Épisode 16:Journée électorale
- États-Unis /  Canada : 22 mars 2015 sur CBS / Global
- France : 17 janvier 2016 sur Téva
- Québec : 2 juin 2016 sur Séries+

- États-Unis : 8,43 millions de téléspectateurs[37] (première diffusion)
- Canada : 1,12 million de téléspectateurs[38] (première diffusion + différé 7 jours)

- Chris Noth (Peter Florrick)
- Mike Colter (Lemond Bishop)
- David Hyde Pierce (Frank Prady)
- Gary Cole (Kurt McVeigh)
- Steven Pasquale (Jonathan Elfman)
- Sarah Steele (Marissa Gold)
- David Krumholtz (Josh Mariner)
- Eric Ruffin (Dylan Bishop)
- Rob Johnson (Himself)
- Melissa Fitzgerald (Herself)
- Oliver Platt (R.D.)
- James Snyder (Gil Berridge)
- Gia Crovatin (en) (Georgette)
- Maggie Moore (Darla)
- Miriam Shor (Mandy Post)
- De'Adre Aziza (Tabitha Gray)

### Épisode 17:Vilains petits e-mails
- États-Unis /  Canada : 29 mars 2015 sur CBS / Global
- France : 24 janvier 2016 sur Téva
- Québec : 9 juin 2016 sur Séries+

- États-Unis : 8,88 millions de téléspectateurs[39] (première diffusion)

- Mike Colter (Lemond Bishop)
- Michael Boatman (Julius Cain)
- Sarah Steele (Marissa Gold)
- Michael Cerveris (James Castro)
- Jerry Adler (Howard Lyman)
- Ed Asner (Guy Redmayne)
- John Glover (Jared Andrews)
- Michael Stahl-David (Nathan Bacevich)
- Neil Hopkins (Vince Dalton)
- Jason Babinsky (Howell)
- Chris Hartl (Charlie)
- Elise Rooker (Crystal Redmayne)

### Épisode 18:Toute la vérité ou presque
- États-Unis /  Canada : 5 avril 2015 sur CBS / Global
- France : 24 janvier 2016 sur Téva
- Québec : 16 juin 2016 sur Séries+

- États-Unis : 7,83 millions de téléspectateurs[40] (première diffusion)

- Chris Noth (Peter Florrick)
- David Krumholtz (Josh Mariner)
- Sarah Steele (Marissa Gold)
- Lily Rabe (Petra Moritz)
- Oliver Platt (R.D.)
- Jason Babinsky (Howell)
- Tim Guinee (Andrew Wiley)
- Richard Masur (Geoffrey Solomon)
- Frankie J. Alvarez (Steven Mund)
- Ruben Santiago-Hudson (Charles Jinks)
- Michael Zegen (Justin Partridge)
- Darren Pettie (Max Gaul)
- Tina Benko (Judith Dahl)
- Wesley Taylor (Tom Keppler/Nils Anderson)
- Mo Rocca (Ted Willoughby)
- Kim Masters (Herself)
- David Jackson (Roger)
- Ben Jacoby (Carl)
- Pilar Witherspoon (Jane)

### Épisode 19:Le parti s'occupe de vous
- États-Unis /  Canada : 12 avril 2015 sur CBS / Global
- France : 31 janvier 2016 sur Téva
- Québec : 23 juin 2016 sur Séries+

- États-Unis : 8,75 millions de téléspectateurs[41] (première diffusion)

- Chris Noth (Peter Florrick)
- Mike Pniewski (Frank Landau)
- Sarah Steele (Marissa Gold)
- Renée Elise Goldsberry (Geneva Pine)
- Ron Rifkin (Spencer Randolph)
- John Procaccino (Juge Tom Glatt)
- Jason Babinsky (Howell)
- Tim Guinee (Andrew Wiley)
- Remy Auberjonois (Martin Parillo)
- Michael Gaston (Ernie Nolan)
- John Ventimiglia (Inspecteur Gary Prima)
- Dan Fogler (Nick Zubrovsky)
- Stephen Bogardus (Tom Smetkovich)
- Rob Johnson (lui-même)
- Hollis McCarthy (Ginny Yip)
- Natalia Hernandez (Alana Fuentes)
- Lawrence Gilliard Jr. (Ken Boxer)
- Veronica Cruz (une femme dans la rue)
- Donnamarie Recco (serveuse)
- Nikiya Mathis (une femme)
- John Jellison (Acteur #1)
- Graeme Malcolm (Acteur #2)

### Épisode 20:La Terre brûlée
- États-Unis /  Canada : 26 avril 2015 sur CBS / Global
- France : 31 janvier 2016 sur Téva
- Québec : 30 juin 2016 sur Séries+

- États-Unis : 8,736 millions de téléspectateurs[42] (première diffusion)

- Chris Noth (Peter Florrick)
- Mike Colter (Lemond Bishop)
- Renée Elise Goldsberry (Geneva Pine)
- JD Williams (Dexter Roja)
- Oliver Platt (R.D.)
- Linda Lavin (F. Joy Grubick)
- Eric Ruffin (Dylan Bishop)
- Phyllis Somerville (Louise Nolfi)
- Reg E. Cathey (Judge Aaron Coleman)
- Dan Bittner (Alex Bollinger)
- Carter Redwood (Jamir)
- Kia Joy Goodwin (Sondra)
- Bob Roseman (Police Officer #1)

### Épisode 21:Le Défaut dans la défense
- États-Unis /  Canada : 3 mai 2015 sur CBS / Global
- France : 7 février 2016 sur Téva
- Québec : 7 juillet 2016 sur Séries+

- États-Unis : 8,35 millions de téléspectateurs[43] (première diffusion)

- Mary Beth Peil (Jackie Florrick)
- Graham Phillips (Zach Florrick)
- Chris Butler (Matan Brody)
- Kurt Fuller (Juge Peter Dunaway)
- Dorian Missick (en) (Brett Tatro)
- Crystal Dickinson (Josie Tatro)
- Ian Unterman (Joel Kingsley-Weaver)
- Aya Cash (Amber Audrey)
- Lucy Owen (Dakota)
- Timothy D. Stickney (Daniel Cain)
- Graham Winton (Det. Richard Hardy)
- Salvatore Inzerillo (Evan Houston)
- John Quilty (Mr. Cottonback)
- Josiah Bania (Jeff Garrix)

### Épisode 22:Recherche Partenaire
- États-Unis /  Canada : 10 mai 2015 sur CBS[44] / Global
- France : 7 février 2016 sur Téva
- Québec : 14 juillet 2016 sur Séries+

- États-Unis : 9,35 millions de téléspectateurs[45] (première diffusion)

- Chris Noth (Peter Florrick)
- Graham Phillips (Zach Florrick)
- Michael J. Fox (Louis Canning)
- Chris Butler (Matan Brody)
- Susan Misner (Simone Canning)
- Wallace Shawn (Charles Lester)
- Jane Alexander (Judge Suzanne Morris)
- Seth Gilliam (Jacob Rickter)
- Ian Unterman (Joel Kingsley-Weaver)
- Sharon Leal (Nicole Rickter)
- Kevin Bigley (Chris Tannerman)
- Danny Mastrogiorgio (Joe Collins)

Dernière apparition de Archie Panjabi.
51 épisodes durant lesquels Kalinda et Alicia ne sont jamais apparues à l’écran ensemble.